# Берсиев, Чиганак
Чиганак Берсиев (каз. Шығанақ Берсиев, 1881—1944) — советский просовод, новатор сельскохозяйственного производства.

## Биография
С 1938 года Чиганак Берсиев работал звеньевым колхоза «Курман» Уилского района Актюбинской области. Ежегодно добивался высоких урожаев: в 1939 году по 25,5 центнера проса с гектара, в 1940 году — 155,8 ц/га, в 1941 году — 166 ц/га, в 1942 году — 175 ц/га, в 1943 году — 201 ц/га. Начиная с 1940 года, эти результаты регистрировались как мировые рекорды.
Награждён орденом Ленина (05.11.1940).
В годы Великой Отечественной войны Чиганак Берсиев, отец трёх воинов, передал в фонд обороны денежные сбережения на постройку самолёта.
Жизнь и трудовая деятельность Чиганака Берсиева описаны в романа Габидена Мустафина «Чиганак».

## Берсиевское движение
В начале 1940-х годов в Казахстане зародилось берсиевское движение, которое стало одной из форм социалистического ударничества и получило широкое распространение в последующие годы. Накануне Великой Отечественной войны звенья и бригады берсиевцев имелись в каждом хозяйстве Актюбинской области.
Первые последователи Берсиева добились высоких урожаев на ограниченных площадях (звенья К. Сокырова и У. Атамбаева собрали 200 ц проса с 1 га), последующие стали стремиться к увеличению площадей высоких урожаев (комсомольско-молодёжное звено А. Адиева из колхоза «Жана кадам» собрало по 150 ц проса с каждого из 3 га, комсомольско-молодёжное звено Н. Ешмухановой из колхоза «Салакуль» — по 80 ц проса с каждого из 25 га и другие). В Актюбинской области было традиционным социалистическое соревнование на приз имени Чиганака Берсиева.